# Šigeru Baba
Šigeru Baba (japonsky: 馬場滋 Baba Šigeru, narozen 19. ledna 1948 v Nagoje v Japonsku) je profesionálním hráčem go.

## Biografie
Šigeru byl žákem Tošio Sakaie. Hrál v Nagoyaho skupině v Nihon Ki-in, kde měl blízko k vítězství titulu Okan v roce 1980.